# Christos Lambrakis
Christos Lambrakis in greco Χρήστος Λαμπράκης (Atene, 24 febbraio 1934 – Atene, 21 dicembre 2009) è stato un editore e filantropo greco.
Dal 1957 al 2005 è stato a capo del "Lamprakis Press Group", la più importante holding editoriale di Grecia. È stato altresì l'ideatore e fondatore dell'auditorium Palazzo della Musica di Atene.

## Biografia

### Gli anni giovanili
Christos Lambrakis era figlio di Elsa e Dimitris Lamprakis, fondatore di due dei maggiori quotidiani greci To Vima e Ta Nea. Aveva due sorelle, Lena ed Anna. 
Compì i suoi studi elementari durante la seconda guerra mondiale, quando la Grecia era occupata dalle truppe italiane e tedesche. Nel 1944 il comandante delle truppe di occupazione tedesca spiccò ordine di cattura per tutti i membri della famiglia ed ordinò il loro trasferimento immediato in un campo di concentramento . Con l'aiuto del capo della polizia greca e delle forze di resistenza, la famiglia riuscì a sottrarsi alla cattura imbarcandosi in fretta su un caicco e raggiungendo dopo alterne peripezie il porto di Smirne in Turchia . 
Subito dopo la liberazione di Atene avvenuta nel dicembre dello stesso anno la famiglia fece ritorno in patria, ospite di parenti perché nel frattempo la loro casa era stata depredata e svaligiata del più piccolo oggetto.
Il giovane Christos dopo aver terminato gli studi, si iscrisse all'Accademia delle Belle Arti di Atene, e quindi partì per Londra dove si iscrisse alla prestigiosa London School of Economics. Nel 1955 ritornò in patria e lavorò accanto al padre nella gestione delle aziende di famiglia. Il padre gli affidò la direzione della rivista "Tachydromos" allora la più letta in Grecia

### La successione al padre
Il padre Dimitris morì improvvisamente appena due anni dopo. Christos Lamprakis si trovò solo a dover gestire un gruppo editoriale abbastanza consistente per quei tempi. Ma i due anni di tirocinio accanto al padre gli erano stati sufficienti. Aveva appreso perfettamente l'arte e l'astuzia di come dirigere un quotidiano. Chiamò la sorella Lena ad aiutarlo. Lasciò che il quotidiano To Vima prendesse un orientamento di centro destra mentre impresse all'altro quotidiano di famiglia Ta Nea un indirizzo di centro sinistra. L'esperimento funzionò e i due quotidiani raggiunsero i vertici delle classifiche per copie vendute e ci rimasero stabilmente.
Christos Lamprakis Ascoltava attentamente i punti di vista dei suoi direttori redattori senza mai sottomettersi. 
Durante la dittatura dei colonnelli subì la detenzione per parecchi mesi.
Con la restaurazione della democrazia subì duri e ripetuti attacchi sferrati da altri giornali. Christos Tegopoulos dalle pagine del suo giornale Eleftherotypia lo accusò di collaborazionismo con la giunta militare. Giorgio Kouris padrone del giornale Avriani fu ancora più pesante con allusioni a suoi orientamenti sessuali.
Il Premier Andreas Papandreou definì il gruppo Lamprakis "Il grande peccatore" e giurò che, se fosse stato eletto, si sarebbe sbarazzato di Lamprakis. Non ci riuscì, anzi cadde imbrigliato nella rete tesagli dai Media del suo paese; né i suoi successori riuscirono più a districarsene. Le deposizioni congiunte di Christos Lamprakis e di Christos Tegopoulos nell'aula del Tribunale speciale che indagava sullo scandalo Koskotas salvarono il premier da un verdetto di incriminazione.

### La dismissione delle imprese di famiglia
Nell'agosto del 2005 Crhistos Lamprakis annunciò la sua volontà di ritirarsi per motivi di salute. Seguì un'operazione finanziaria complessa in cui il pacchetto azionario di famiglia venne ceduto, dietro il pagamento di una somma vertiginosa milioni di Euro a Giannis Psycharis ex direttore del quotidiano To Vima. Voci che dietro il nuovo proprietario del gruppo si celasse la famiglia Vardinoyannis non hanno trovato conferma. 
Christos Lamprakis tenne per sé solo la sua creatura più amata: l'Auditorium di Atene.

### Filantropia
Uno dei sogni giovanili di Christos Lamprakis era di diventare tenore lirico. Forse fu questo il motivo per cui strinse un'amicizia molto stretta con Maria Callas. Insieme i due fondarono un istituto per la distribuzione di borse di studio a talenti della musica lirica.
Nel 1980 realizzò il progetto che più gli stava a cuore: un edificio nel centro di Atene che accogliesse un'aula dall'acustica perfetta dove potessero esibirsi le stelle del firmamento della Lirica internazionale: Il Palazzo della musica di Atene
Christos Lamprakis si è distinto per il modo discreto con cui ha contribuito all'elevazione del livello culturale della società greca. Molte biblioteche e centri culturali sono stati messi su grazie al suo personale interessamento 

### Morte
È deceduto nel 2009 a 75 anni a seguito di una crisi cardiaca

## Onorificenze
- Nel 1968 mentre era in carcere, la Confederazione internazionale della stampa gli conferì la "penna d'oro della libertà"